# Donja Gorevnica
Donja Gorevnica (en serbe cyrillique : Доња Горевница) est un village de Serbie situé sur le territoire de la Ville de Čačak, district de Moravica. Au recensement de 2011, il comptait 867 habitants.

## Démographie

### Évolution historique de la population
| 1948 | 1953  | 1961  | 1971 | 1981 | 1991 | 2002 | 2011 |
| ---- | ----- | ----- | ---- | ---- | ---- | ---- | ---- |
| 975  | 1 145 | 1 194 | 983  | 981  | 934  | 904  | 867  |

|  |